# Buxaceae
Las buxáceas (Buxaceae) son una familia de plantas angiospermas perteneciente al orden de las buxales. Consta de cinco géneros, con unas cien especies, distribuidas por el hemisferio norte, extendiéndose a los Andes sudamericanos, al Caribe, Sudáfrica, Madagascar y al sudeste de Asia.

## Descripción

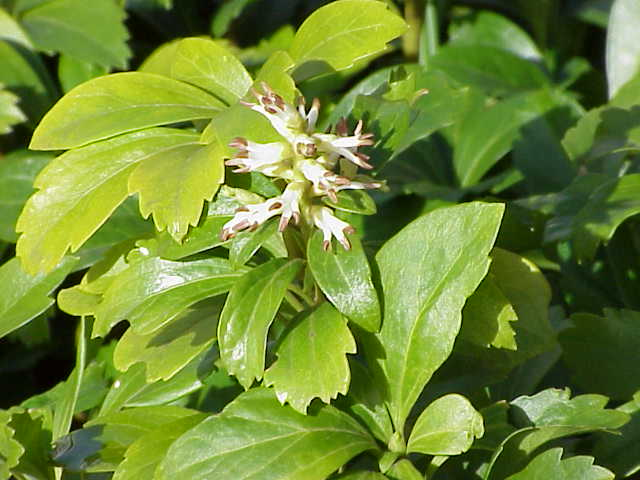
Pachysandra terminalis.

- Árboles o arbustos perennifolios de hasta 15 m de alto, raramente subarbustos o hierbas rizomatosas perennes en Pachysandra. Indumento ausente, a veces con pelos uni- o multicelulares de paredes gruesas.
- Hojas dorsiventrales, alternas o decusadas con bases decurrentes que forman pliegues internodales, simples, enteras (dentadas en Pachysandra), pecioladas (rara vez sentadas), sin estípulas, nerviación pinnatinervia, raramente triplinervia, básicamente broquidódroma en áreas tropicales, en otros casos eucamptódroma, cladódroma o craspedódroma, sobre todo en áreas subtropicales y templadas. Epidermis foliar cubierta de ceras cuticulares. Estomas abaxiales, laterocíticos (ocasionalmente ciclocíticos), con rebordes externos muy desarrollados y un reborde peristomal a veces. Mesofilo con células secretoras prominentes, formando a veces una hipodermis continua que incluye esclereidas de diversos tipos: braquiesclereidas, osteoesclereidas o astroesclereidas.
- Rizomas simpódicos, con raíces adventicias, que desarrollan tallos simples o con ramificación simpódica y hojas agrupadas en los extremos. Las ramas presentan un haz vascular cortical en cada ángulo en las especies de Buxus y Notobuxus del Viejo Mundo, ausentes en las demás, acompañados de vainas esclerenquimatosas abiertas o cerradas. Nodos unilacunares con un rastro foliar (3 rastros en Sarcococca).
- Plantas monoicas, raramente dioicas, más raramente aún poligamodioicas (con alguna flor perfecta).
- Inflorescencias en espiga o racemiformes, axilares o terminales, en Pachysandra procumbens en la base del tallo, las flores masculinas por encima de las femeninas, o bien una femenina por encima de las masculinas, con brácteas basales decurrentes, las femeninas bracteoladas. En las especies dioicas de Styloceras, las flores masculinas forman largas espigas con una flor pelórica al final y las flores femeninas son solitarias o se agrupan en tirsos.
- Flores actinomorfas, verdosas, hipóginas, disco hipógino ausente. Flores masculinas con bractéolas decusadas en el pedicelo, con 4 tépalos decusados, raramente ausentes, en dos verticilos de 2, androceo de 4 estambres libres, antetépalos, en 1-2 verticilos, si hay 6 entonces dos pares opuestos a los tépalos internos y un par a los externos, o bien 8-45 en disposición compleja, con los filamentos largos (raramente ausentes), robustos, a veces claviformes, anteras ligeramente dorsifijas o basifijas, no versátiles, ditecas, tetrasporangiadas, introrsas, conectivo prominente, más o menos coloreado, dehiscencia por hendiduras longitudinales; pistilodio presente, nectarífero, cuadrangular a tetralobulado, truncado a urceolado, o más o menos reducido o ausente. Flores femeninas frecuentemente mayores que las masculinas pero más escasas o solitarias, cada una con un par de brácteas y varias bractéolas en espiral en el pedicelo, escasamente diferenciadas de los tépalos, con 4-6 tépalos, en dos verticilos de 2-3, gineceo súpero, paracárpico, de 2-3(-4) carpelos, a veces con septos falsos separando los carpelos (en Pachysandra y Styloceras), estilodios libres (rara vez soldados en la base), subulados, divergentes, más o menos largos y recurvados, con protuberancias nectaríferas entre las bases, estigma grande, bilobulado, oblicuamente decurrente por el pliegue interno del estilodio, seco o ligeramente húmedo, papiloso, óvulos normalmente 2 por carpelo (separados en segmentos uniovulados en Pachysandra), anátropos, colaterales, péndulos, apótropos, bitégmicos, crasinucelados, la placenta formando un obturador en Pachysandra, el tegumento externo prolifera dando una caperuza perinucelar que se transforma en la carúncula seminal, placentación axial a apical. Estaminodios ausentes.
- Fruto dehiscente, en cápsula loculicida, con los estilodios persistentes, las valvas bicornes, o bien indehiscente, más o menos similar a una drupa o baya.
- Semillas oblongas, trígonas, negras, pardas o azules brillantes, frecuentemente con carúncula, endospermo abundante, carnoso, oleoso, embrión recto a ligeramente curvo, con 2 cotiledones planos y finos.
- Polen en mónadas, esferoidal, entre 20 y 50 μm de diámetro, 3-7-colporado, 5-12-pantocolporado o 12-40-pantoporado, en Buxus cada colpo internamente con 3-6 poros (ora), decreciendo el número de ora en los granos pantocolporados, los poros de los granos pantoporados redondeados, con membranas esculpidas, exina de diferentes formas, reticulada, espinulada, verrugosa o baculada, de gran interés sistemático.
- Número cromosómico: x = 7; la mayoría de las especies de Buxus y Sarcococca tienen 2n = 28, en Notobuxus se ha registrado 2n = 20, en Pachysandra se conoce n = 12, 13, 24 y 27.

## Ecología

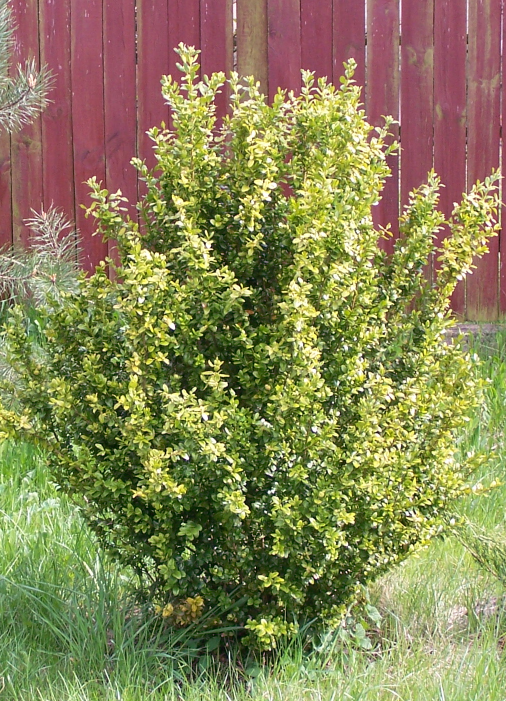
Aspecto de Buxus sempervirens.

Algunas especies de Buxus presentan partenocarpia ocasional, mientras que algunas especies de Sarcococca parecen ser apomícticas obligatorias. Pachysandra procumbens es autocompatible. En Sarcococca humilis se da el raro fenómeno de la poliembrionía. La polinización se efectúa por entomogamia, siendo los principales agentes abejas y moscas. Las flores son protóginas y nectaríferas (sobre todo las masculinas), con lo que el contacto de los polinizadores con las flores femeninas es simplemente casual por la cercanía con las masculinas, debido al atractivo de éstas por un débil olor y los tépalos, filamentos y anteras coloreados. Sin embargo, en los Buxus africanos y en Notobuxus no hay nectarios y se ha sugerido que la polinización es anemógama, lo que se ve confirmado en parte por el aumento del número de estambres. Las semillas de las cápsulas se desprenden al abrirse éstas y son dispersadas por la lluvia o las corrientes de agua. Las semillas con carúncula presentan mirmecocoria, mientras que los frutos en drupa o baya se dispersan por endozoocoria, probablemente mediante aves que los usan en su alimentación.
Las especies se encuentran en un amplio cinturón tropical a templado en el Viejo y Nuevo Mundo, colonizando desde hábitats xéricos arbustivos hasta selvas mesofíticas o húmedas montanas por encima de los 3000 m, selvas costeras o de baja altitud.

## Fitoquímica

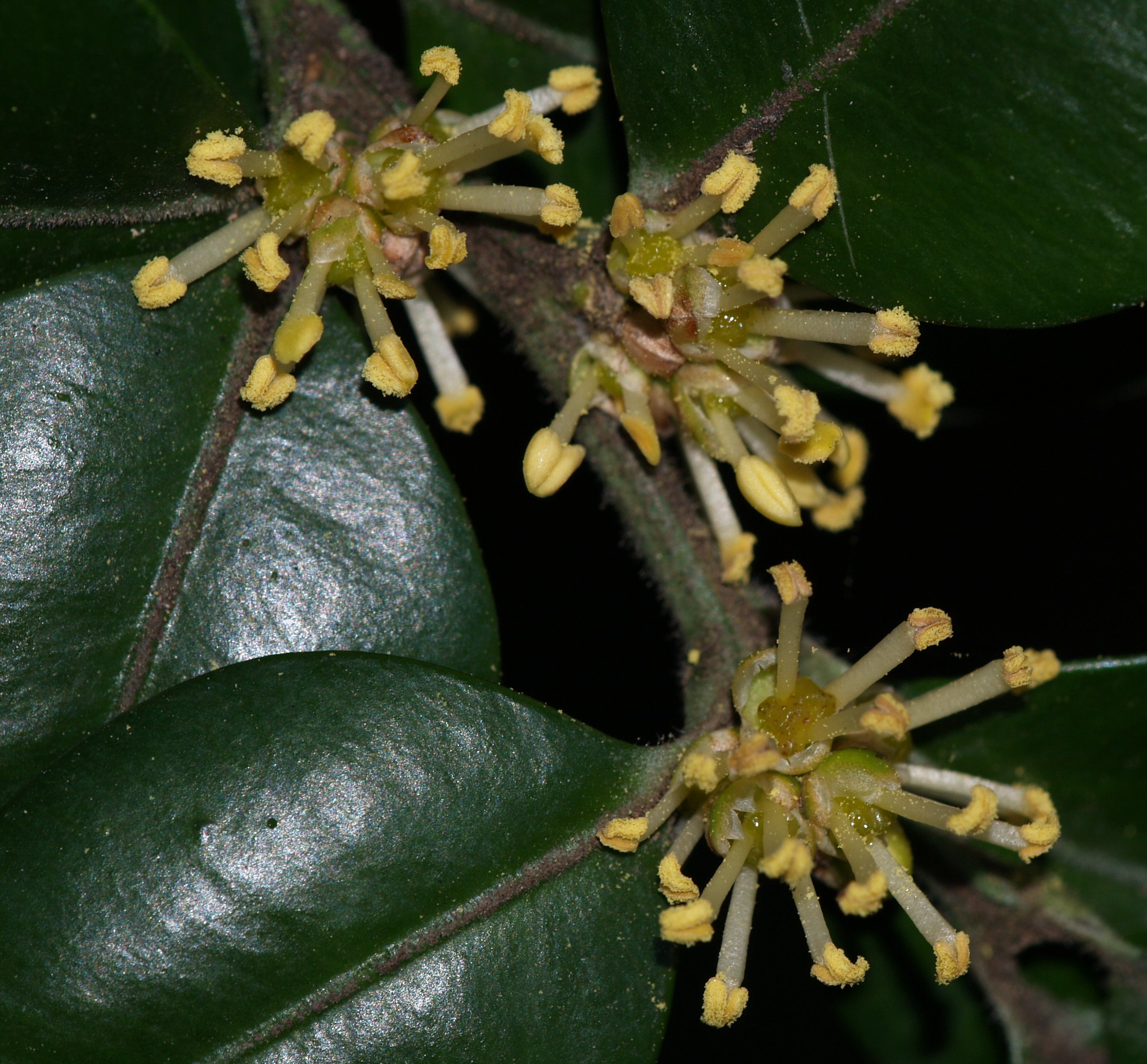
Buxus sempervirens.

Alcaloides esteroideos del tipo del aminopregnano presentes (como en Didymelaceae), de los cuales se han aislado unos 150 diferentes, fundamentalmente derivados del pregnano y de la irehdiamina, entre los cuales se cuenta la buxina. Iridoides ausentes. Proantocianidinas presentes o ausentes. Saponinas y sapogeninas ausentes. Diecisiete especies cubanas de Buxus son hiperacumuladores de níquel, llegando a alcanzar contenidos de 1-25 mg/g de peso seco.

## Usos
En general, la familia presenta un moderado interés económico. Las especies de boj (Buxus spp.) se usan en jardinería para seto vivo y decoración topiaria. Su madera se usa en tornería, incrustación de muebles, tallado, grabado, instrumentación y herramientas. Pachysandra terminalis se usa en jardinería para cubrir el suelo, así como Pachysandra procumbens. Las especies de Sarcococca se cultivan por sus flores invernales pequeñas, pero intensamente aromáticas. La madera de Styloceras se explota para carpintería de obra. Los brotes y hojas hervidos de Sarcococca saligna se aplican en Pakistán a las articulaciones doloridas o hinchadas para su curación.

## Conservación

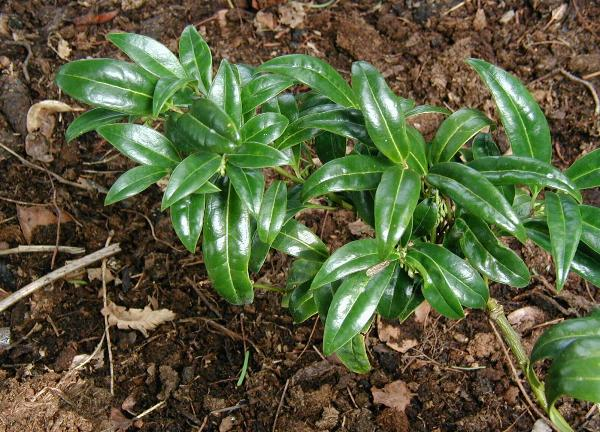
Sarcococca humilis.

La IUCN considera amenazadas 7 especies de Buxáceas, de las cuales una especie del sur de Asia, Buxus vahlii, se encuentra en situación crítica. Es evidente que toda la familia está sufriendo una contracción de su área, mucho más amplia en tiempos pasados, debido, al parecer, sobre todo a cambios climáticos.

## Fósiles
Los registros fósiles de Spanomera del Albiense/Cenomaniense del Grupo Potomac están muy relacionados con esta familia (98-113 Ma). Pólenes atribuibles a la misma se conocen inicialmente del Cretáceo Superior de Europa central y en el Paleógeno los registros muestran una ampliación del área hacia el oeste primero y hacia el este después, alcanzando en el Mioceno Asia oriental. Se registran macrofósiles de Pachysandra en el Eoceno superior de Europa central, y de Sarcococca en el Oligoceno superior/Mioceno de la misma área. Se conocen pólenes fósiles de Buxus desde el Eoceno inferior y frutos y hojas del Mioceno de Bohemia y el Oligoceno de Asia oriental. Se ha hallado polen de Styloceras del Eoceno de Argentina y del Plioceno de Colombia. Se ha estimado el origen de la familia posiblemente de hace 118-99 Ma.

## Posición sistemática
Las Buxáceas son un grupo de angiospermas que se incluyen en el clado Eudicotiledóneas. En sistemas previos, su posición ha sido problemática, habiéndose asociado frecuentemente con las Euforbiáceas y también incluida en los Órdenes Celastrales, Hamamelidales y Pittosporales. Los análisis moleculares recientes, junto con nuevos datos morfológicos, han permitido relacionarla con las Didimeláceas como su grupo hermano, en el grado basal de las Eudicotiledóneas, siendo reconocida por el APW (Angiosperm Phylogeny Website), como una familia del Orden Buxales (cf. AP-website). Algunos autores prefieren incluir también en las Buxáceas esta última familia. Sin embargo, la tendencia actual es a mantenerlas separadas debido a su morfología muy diferente, que haría difícil un diagnóstico de la familia resultante de la fusión.

## Taxones incluidos
Introducción teórica en Taxonomía
Dentro de la familia se reconocen dos clados monofiléticos, resueltos tanto por análisis morfológico como molecular: la tribu Sarcococceae y la tribu Buxeae (Dumort., 1822) Dumort., 1829. La primera incluye una rama basal formada por Styloceras que es el grupo hermano del clado formado por Sarcococca y Pachysandra, mientras que la segunda tribu incluye Buxus y Notobuxus, pero este último aparece inmerso dentro de los representantes africanos del primero, por lo que las opciones son o desmembrar Buxus o incluir Notobuxus en él, siendo esta última opción la utilizada por diferentes autores (p. ej. Hutchinson. En este tratamiento se mantiene separado, siguiendo a Köhler (2007, véase referencia).
Los géneros pueden distinguirse mediante el uso de la siguiente clave de identificación:

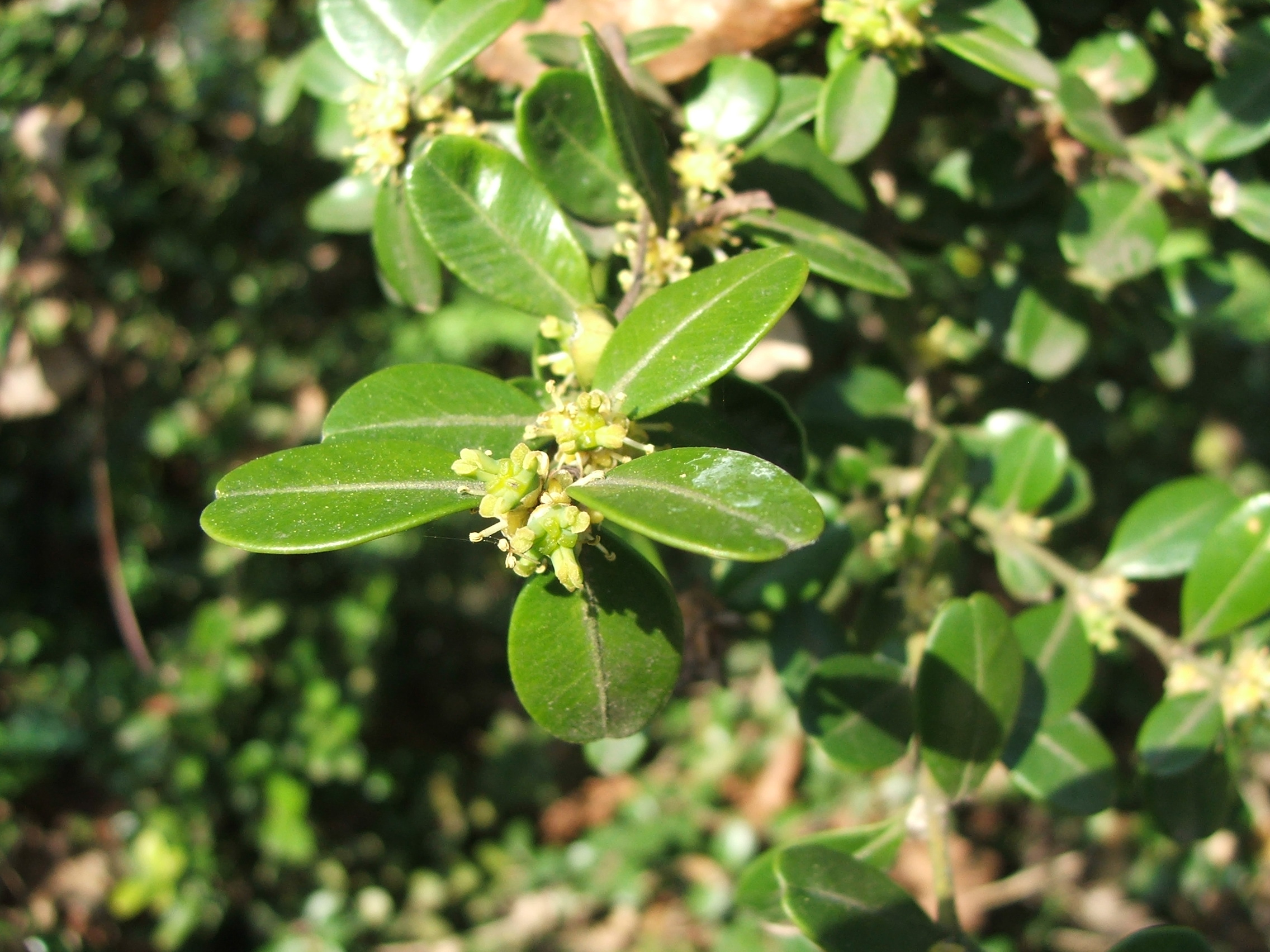
Buxus sinica.

- Flores masculinas con tépalos ausentes. Estambres 11-45.

Styloceras A. Juss., 1824. Sudamérica, sobre todo en los Andes y zonas adyacentes.
- Flores masculinas usualmente con 4 tépalos. Estambres 4-10.

- Hojas alternas. Flores femeninas en la base de los racimos o espigas. Fruto indehiscente, drupáceo o capsular.

- Arbustos o arbolitos. Hojas enteras. Fruto más o menos drupáceo.

Sarcococca Lindl., 1826. Sudeste de Asia.
- Hierbas perennes de tallos rastreros. Hojas más o menos dentadas. Fruto subdrupáceo o capsular.

Pachysandra Michx., 1803. Este de Norteamérica, China, Taiwán.
- Hojas decusadas. Flores femeninas terminales en inflorescencias racemiformes más o menos condensadas. Fruto dehiscente, en cápsula.

- Flores masculinas con 4 estambres oposititépalos. Filamentos estaminales largos. Pistilodio presente. 2n = 28, 56.

Buxus L., 1753. América central, Caribe, sur de Europa, norte y sur de África, Madagascar, Asia oriental.
- Flores masculinas con 6(-10) estambres, dos pares opuestos a los tépalos internos. Filamentos estaminales ausentes. Pistilodio un disco plano o ausente. 2n = 40.

Notobuxus Oliv., 1882. África central y occidental hasta Sudáfrica.